# Sympodomma weberi
Sympodomma weberi is een zeekommasoort uit de familie van de Bodotriidae. De wetenschappelijke naam van de soort is voor het eerst geldig gepubliceerd in 1905 door Calman.